# Sousceyrac

Sousceyrac este o comună în departamentul Lot din sudul Franței. În 2009 avea o populație de 910 de locuitori.

## Evoluția populației
| An        | 1975  | 1982  | 1990  | 1999 | 2006 | 2009 |
| --------- | ----- | ----- | ----- | ---- | ---- | ---- |
| Populație | 1.044 | 1.058 | 1.064 | 988  | 920  | 910  |